# تشاة بيد بزرغ (مقاطعة فارياب)
تشاة بيد بزرغ (بالفارسية: چاه بید بزرگ) هي قرية تقع في البلدة المركزية في إيران. يقدر عدد سكانها بـ 109 نسمة .